# Under the Covers: Essential Red Hot Chili Peppers
Under the Covers: Essential Red Hot Chili Peppers es un disco de la banda californiana Red Hot Chili Peppers. Este álbum recopilatorio contiene canciones de otros artistas interpretadas por la banda (covers). Tiene canciones de artistas como Stevie Wonder, Elton John y Bob Dylan.

## Lista de canciones
1. "They're Red Hot" (Robert Johnson) - 1:00
2. "Fire" (Jimi Hendrix) - 2:01
3. "Subterranean Homesick Blues" (Bob Dylan) - 2:31
4. "Higher Ground" (Stevie Wonder) - 3:23
5. "If You Want Me To Stay" (Sly and the Family Stone) - 4:07
6. "Why Don't You Love Me" (Hank Williams) - 3:23
7. "Tiny Dancer" (En vivo) (Elton John) - 1:59
8. "Castles Made of Sand" (En vivo) (Jimi Hendrix) - 3:17
9. "Dr. Funkenstein" (En vivo) (Parliament) - 1:11
10. "Hollywood (Africa)" (The Meters) - 5:03
11. "Search and Destroy" (Iggy Pop and The Stooges) - 4:13
12. "Higher Ground" (Daddy-O Mix) - 5:19
13. "Hollywood" (Africa) (Extended Dance Mix) - 6:33

## Datos del álbum
Al igual que otros álbumes recopilatorios de la banda, como "Live Rare Remix Box", "The Best Of The Red Hot Chili Peppers" o "The Abbey Road E.P.", no llegó a estar en ningún ranking de ventas, sin pasar prácticamente de las 20 000 copias vendidas.